# 雪の降らない街
『雪の降らない街』（ゆきのふらないまち）は、コブクロ6枚目のシングル。2002年11月13日発売。発売元はワーナーミュージック・ジャパン。

## 解説
- 前作『願いの詩/太陽』以来、約4ヶ月ぶりのシングル。
- 冬をイメージした楽曲で、このタイトルは小渕の地元である宮崎市では雪が降らないことによる。離れ離れになってゆく恋人同士の手の中に溶けゆく雪をイメージした楽曲である。
- ちなみに黒田俊介が作詞・作曲を担当した曲（表題曲ではなくc/wの「The Big Man's Blues」）がシングル化されたのは今作が初である。その当該曲は背が高い黒田の悩みを存分に発揮した曲となっている。
- このシングルのPV及びジャケット写真には、女優の香椎由宇が出演していた。
- 小野正利のアルバム『冬色物語-Winter Stories-』にてカバーが収録。

## 収録曲
全曲編曲:笹路正徳
1. 雪の降らない街　作詞・作曲：小渕健太郎
2. The Big Man's Blues　作詞・作曲：黒田俊介
3. 雪の降らない街 (Instrumental)
4. The Big Man's Blues (Instrumental)
  - 一旦、曲が終わってから、4:00ごろフェードインで「俺がちっこいんじゃなくて黒田がでかすぎる、今夜も熟睡だ〜」と小渕健太郎のボーカルで替え歌が収録されている。

## 収録アルバム
- STRAIGHT(#1)
- ALL SINGLES BEST(#1)
- ALL TIME BEST 1998-2018(#1)
- Seasons Selection〜Winter〜 (#1)
- ALL SEASONS BEST (#1)

※「The Big Man's Blues」はアルバム未収録

## ライブ映像・音源作品
| 曲名                | 発売年 | 規格        | 作品名                                             | 収録日         |
| ------------------- | ------ | ----------- | -------------------------------------------------- | -------------- |
| 雪の降らない街      | 2004年 | DVD         | コブクロ LIVE! GO! LIFE!                           | 2002年12月22日 |
| 雪の降らない街      | 2007年 | DVD/Blu-ray | KOBUKURO LIVE TOUR '06 "Way Back to Tomorrow"FINAL | 2006年12月3日  |
| 雪の降らない街      | 2012年 | CD          | ALL SINGLES BEST 2 (初回限定盤B)                   | 2006年12月3日  |
| The Big Man's Blues |        |             | 未収録                                             |                |